# Ishirkov Crag
Der Ishirkov Crag (englisch; bulgarisch Иширков камък Ischirkow kamak) ist ein 1300 m hoher Berg in den Aristotle Mountains an der Oskar-II.-Küste des Grahamlands auf der Antarktischen Halbinsel. Als höchster Gipfel des Arkovna Ridge ragt er 14,57 km südwestlich des Devetaki Peak, 23,48 km westlich des Delusion Point und 5,4 km nordnordwestlich des Rilets Peak auf. Der Crane-Gletscher liegt nordwestlich und der Mapple-Gletscher südöstlich von ihm.
Britische Wissenschaftler kartierten ihn 1976. Die bulgarische Kommission für Antarktische Geographische Namen benannte ihn 2013 nach dem bulgarischen Geographen Anastas Ischirkow (1868–1937) und der nach ihm benannten Ortschaft Profesor Ischirkowo im Nordosten Bulgariens.